# Stock car

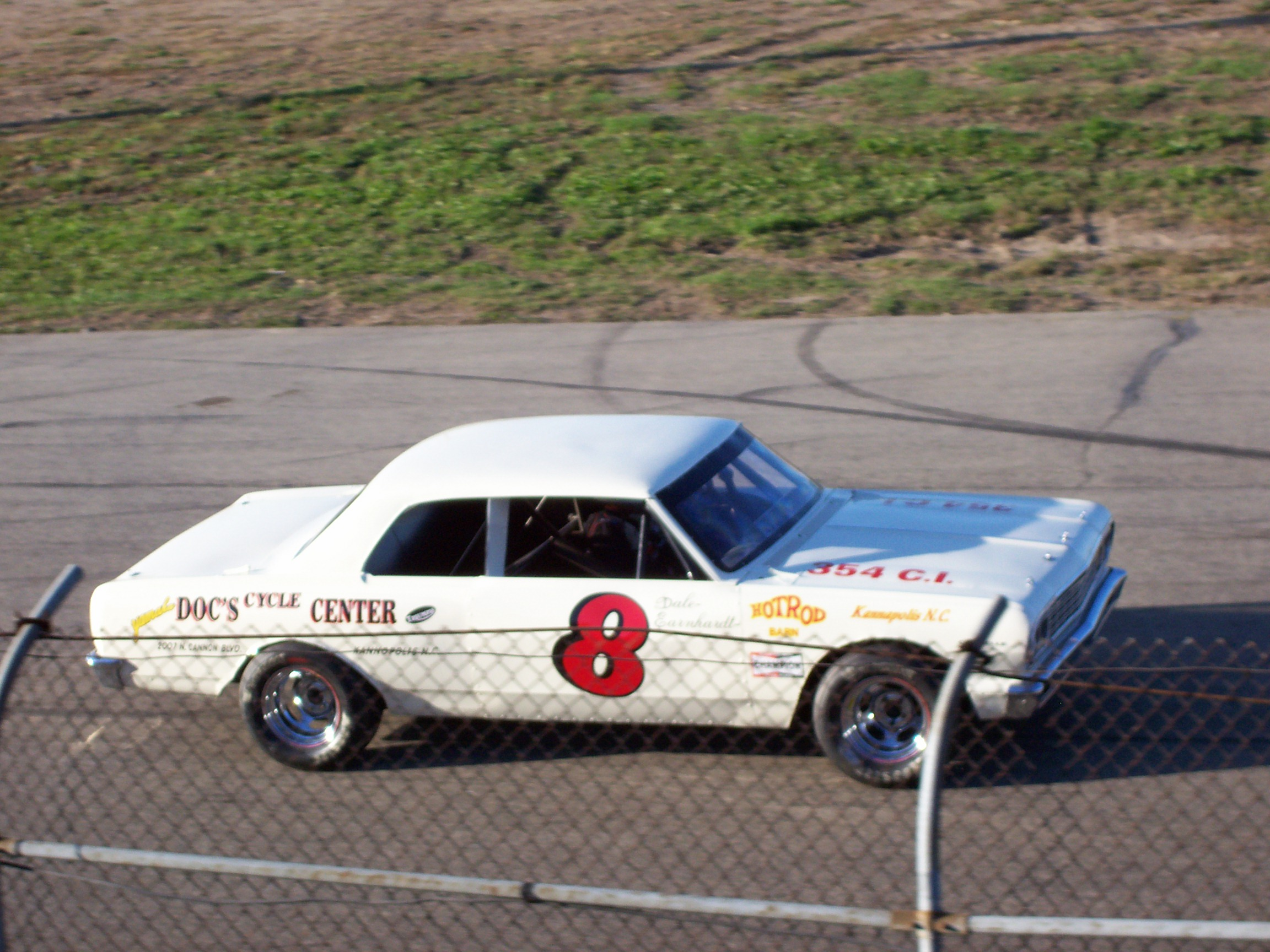

El término inglés stock car puede traducirse como «automóvil de producción», «de línea», «de serie» o «estándar». Originalmente se refería a un automóvil no modificado respecto a la configuración de fábrica, a diferencia de los preparados para carreras. Actualmente se refiere a los automóviles usados en la NASCAR (National Association for Stock Car Auto Racing).
El porqué de utilizar este término —cuando actualmente distan mucho de una configuración de fábrica— viene de la tradición de la NASCAR, la organización más importante de competiciones de stock cars. Cuando la NASCAR fue fundada por Williams France Sr. para regular las competiciones de automóviles de línea, se requirió que cualquier automóvil que deseara ingresar debía estar construido completamente por piezas disponibles al público en concesionarios y talleres. De hecho, en los inicios de la NASCAR los autos eran tan de línea que era común ver a los competidores llegar a los autódromos en los mismos vehículos con los que competían.
Actualmente, los automóviles de serie de las divisiones mayores de la NASCAR son prototipos de carreras; es decir, sus chasis, motores y equipamiento de seguridad difieren por completo de los de cualquier automóvil de calle.